# História do motor de combustão interna
Vários cientistas e engenheiros contribuíram para o desenvolvimento de motores de combustão interna, dentre eles John Barber, Thomas Meat dentre outros. 
Em 1791, John Barber desenvolveu uma turbina. Em 1794, Thomas Mead patenteou um motor a gás. Também em 1794, Robert Street patenteou um motor de combustão interna, que também foi o primeiro a usar o combustível líquido (petróleo) e construiu um motor nessa época. Em 1798, John Stevens projetou o primeiro motor de combustão interna dos Estados Unidos. Em 1807, os engenheiros franceses Joseph Nicéphore Niépce (que inventou a fotografia) e Claude Niépce desenvolveram um protótipo de motor de combustão interna, usando explosões controladas de poeira, o Pyréolophore. Este motor acionou um barco no rio Saône, na França. No mesmo ano, o engenheiro suíço François Isaac de Rivaz construiu um motor de combustão interna com ignição por faísca elétrica. Em 1823, Samuel Brown patenteou o primeiro motor de combustão interna a ser aplicado industrialmente; um de seus motores bombeou água no canal Croydon, de 1830 a 1836. Ele também demonstrou um barco usando seu motor no rio Tâmisa em 1827; e um carro movido a motor em 1828.
O padre Eugenio Barsanti, um engenheiro italiano, juntamente com Felice Matteucci de Florença, inventaram o primeiro motor de combustão interna real em 1853. Seu pedido de patente foi concedido em Londres, em 12 de junho de 1854; e publicado no Morning Journal de Londres, sob o título "Specification of Eugene Barsanti and Felix Matteucci, Obtaining Motive Power by the Explosion of Gasses". Em 1860, o belga Étienne Lenoir produziu um motor de combustão interna a gás. Em 1864, Nicolaus Otto patenteou o primeiro motor a gás atmosférico. Em 1872, o estadunidense George Brayton inventou o primeiro motor comercial de combustão interna a combustível líquido. Em 1876, Nicolaus Otto, trabalhando com Gottlieb Daimler e Wilhelm Maybach, patenteou o motor de ciclo de quatro tempos de carga comprimida. Em 1879, Karl Benz patenteou um motor de dois tempos a gás confiável. Em 1892, Rudolf Diesel desenvolveu o primeiro motor de ignição por compressão. Em 1926, Robert Goddard lançou o primeiro foguete a combustível líquido. Em 1939, o Heinkel He 178 se tornou o primeiro avião a jato do mundo. Em 1954, o engenheiro alemão Felix Wankel patenteou um motor "sem pistão", usando um design rotativo excêntrico.

## Antes de 1860

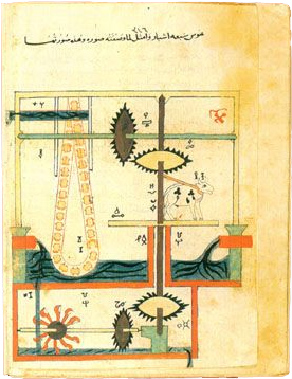
Bomba hidráulica de Al-Jazari.

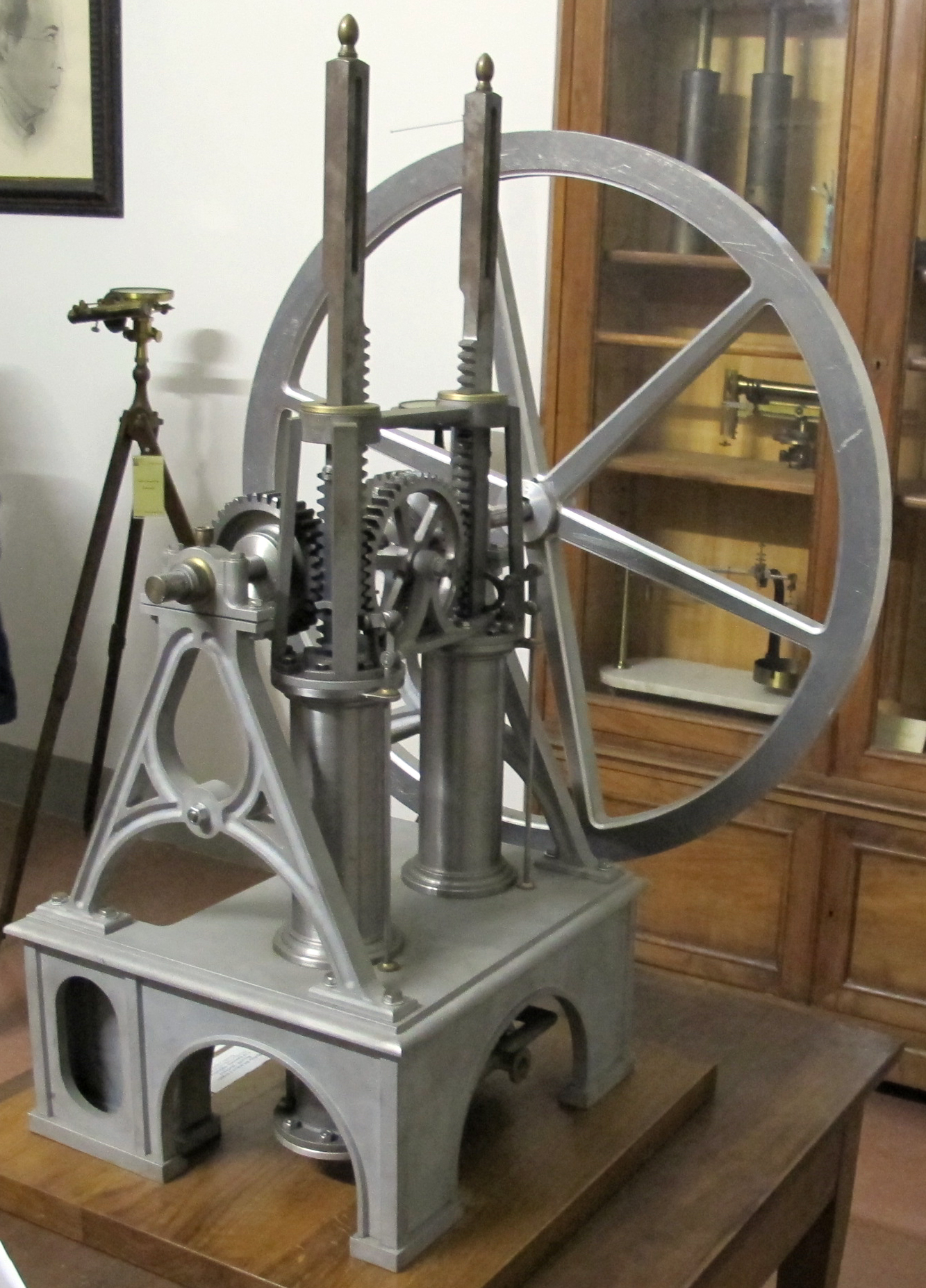
Modelo do motor Barsanti-Matteucci (1853) no Osservatorio Ximeniano em Florença

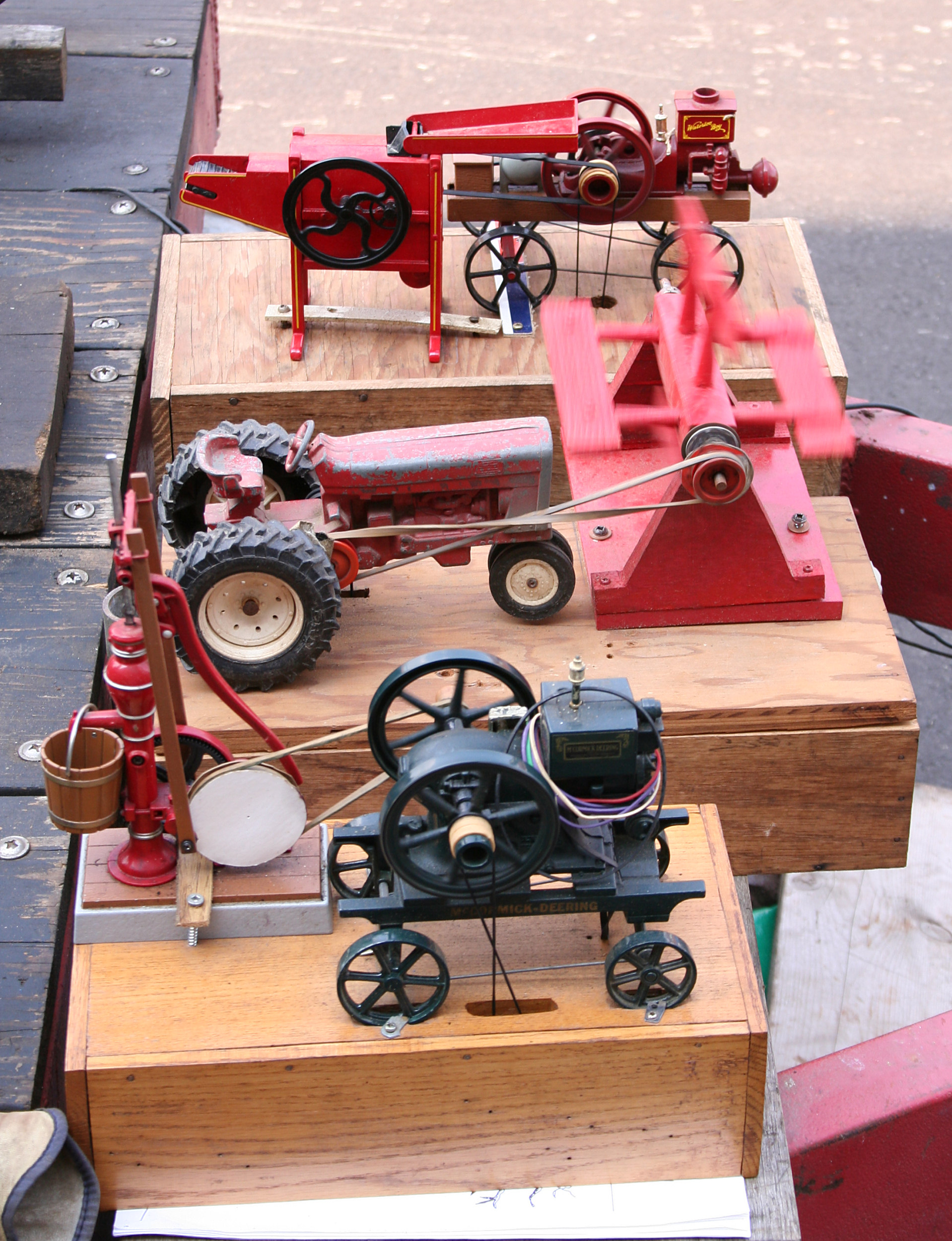
Os primeiros motores de combustão interna foram usados para movimentar equipamentos agrícolas semelhantes a esses modelos

- 202 a.C. – 220 d.C.: As primeiras manivelas manuais surgiram na China durante a Dinastia Han.[1]
- século III d.C.: As evidências de um mecanismo manivela e biela datam da serraria de Hierápolis, na Ásia Menor bizantina, então parte do Império Romano.[2]
- século VI: Várias serrarias usam um mecanismo de manivela e biela na Ásia Menor e na Síria, então parte do Império Bizantino.
- século IX: A manivela aparece em meados do século IX em vários dos dispositivos hidráulicos descritos pelos irmãos Banū Mūsā em seu Livro de Mecanismos Engenhosos.[3]
- 1206: Al-Jazari inventou um tipo de virabrequim,[4][5] que ele incorporou com um mecanismo de haste de conexão da manivela em sua bomba de dois cilindros. Como o virabrequim moderno, o mecanismo de Al-Jazari consistia em uma roda colocando vários pinos da manivela em movimento, com o movimento da roda sendo circular e os pinos movendo-se para frente e para trás em uma linha reta.[4] O virabrequim descrito por al-Jazari[4][5] transforma o movimento rotativo contínuo em um movimento alternado linear.
- século XVII: Samuel Morland experimenta o uso da pólvora para acionar bombas de água.
- século XVII: Christiaan Huygens projeta pólvora para acionar bombas d'água, a fim de fornecer 3 mil metros cúbicos de água por dia para os jardins do palácio de Versalhes, criando essencialmente a primeira ideia de um motor rudimentar de pistão de combustão interna.
- década de 1780: Alessandro Volta constrói um pistola elétrica de brinquedo[6] na qual uma centelha explode uma mistura de ar e hidrogênio, disparando uma cortiça do final da pistola.
- 1791: John Barber recebe a patente britânica #1833 por A Method for Rising Inflammable Air for the Purposes of Producing Motion and Facilitating Metallurgical Operations. Nela ele descreve uma turbina.
- 1794: Robert Street construiu um motor sem compressão. Ele também foi o primeiro a usar combustível líquido em um motor de combustão interna.[7]
- 1794: Thomas Mead patenteia um motor a gás.[8]
- 1798: John Stevens constrói o primeiro motor de combustão interna de dupla ação e uso de virabrequim.
- 1801: Philippe Lebon D'Humberstein propõe o uso de compressão em um motor a dois tempos.
- 1807: Joseph Nicéphore Niépce instalou seu motor de combustão interna Pyréolophore alimentado com "musgo, carvão em pó e resina" em um barco no rio Saône, França. Uma patente foi posteriormente concedida pelo imperador Napoleão Bonaparte em 20 de julho de 1807.
- 1807: O engenheiro suíço François Isaac de Rivaz construiu um motor de combustão interna alimentado por uma mistura de hidrogênio e oxigênio com ignição por faísca elétrica (ver 1780 acima: Alessandro Volta).[9]
- 1823: Samuel Brown patenteou o primeiro motor de combustão interna a ser aplicado industrialmente, o motor a vácuo. O projeto usava pressão atmosférica e foi demonstrado em uma carruagem e em um barco, e em 1830 bombeava a água até o nível superior do canal Croydon.
- 1824: O físico francês Sadi Carnot estabeleceu a teoria termodinâmica dos motores térmicos idealizados.
- 1 de abril de 1826: O estadunidense Samuel Morey recebeu uma patente para um "Motor a Gás ou Vapor" sem compressão.[10] Este também é o primeiro exemplo registrado de um carburador.
- 1833: Lemuel Wellman Wright, patente UK no. 6525, motor a gás do tipo mesa. Motor a gás de dupla ação, primeiro registro do cilindro com camisa de água.[11]
- 1838: Uma patente foi concedida a William Barnett, patente UK no. 7615 April 1838. De acordo com Dugald Clerk, este foi o primeiro uso registrado de compressão no cilindro.[12]
- 1853–1857: Eugenio Barsanti e Felice Matteucci inventaram e patentearam o motor de combustão interna (motor Barsanti-Matteucci) usando o princípio do pistão livre em um motor atmosférico de dois ciclos.[13][14]
- 1856: Em Florença na Fonderia del Pignone (atual Nuovo Pignone, mais tarde uma subsidiária da General Electric), Pietro Benini realizou um protótipo de trabalho do motor italiano que fornecia 5 hp. Nos anos seguintes ele desenvolveu motores mais potentes - com um ou dois pistões - que serviam como fontes de energia constantes, substituindo os motores a vapor.
- 1857: Eugenio Barsanti e Felice Matteucci descrevem os princípios do motor de pistão livre, onde o vácuo após a explosão permite que a pressão atmosférica produza o golpe de força (patente britânica nº 1625).[14]

## 1860–1910

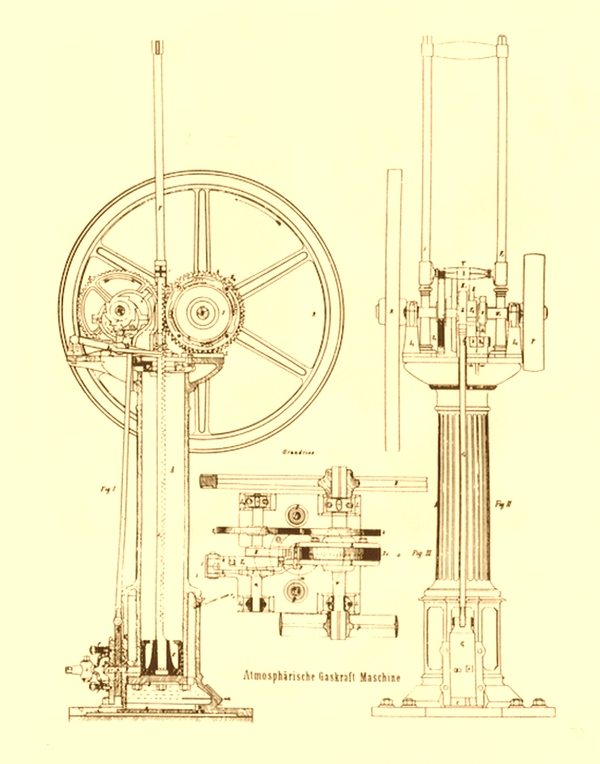
Patente do motor Otto-Langen 1863

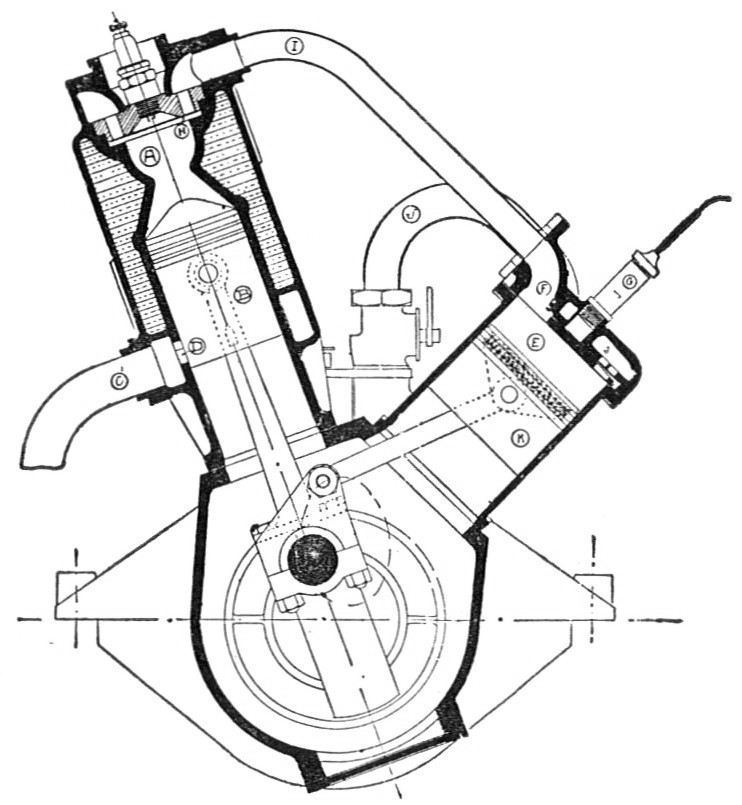
Motor de dois ciclos de Sir Dugald Clerk de 1879

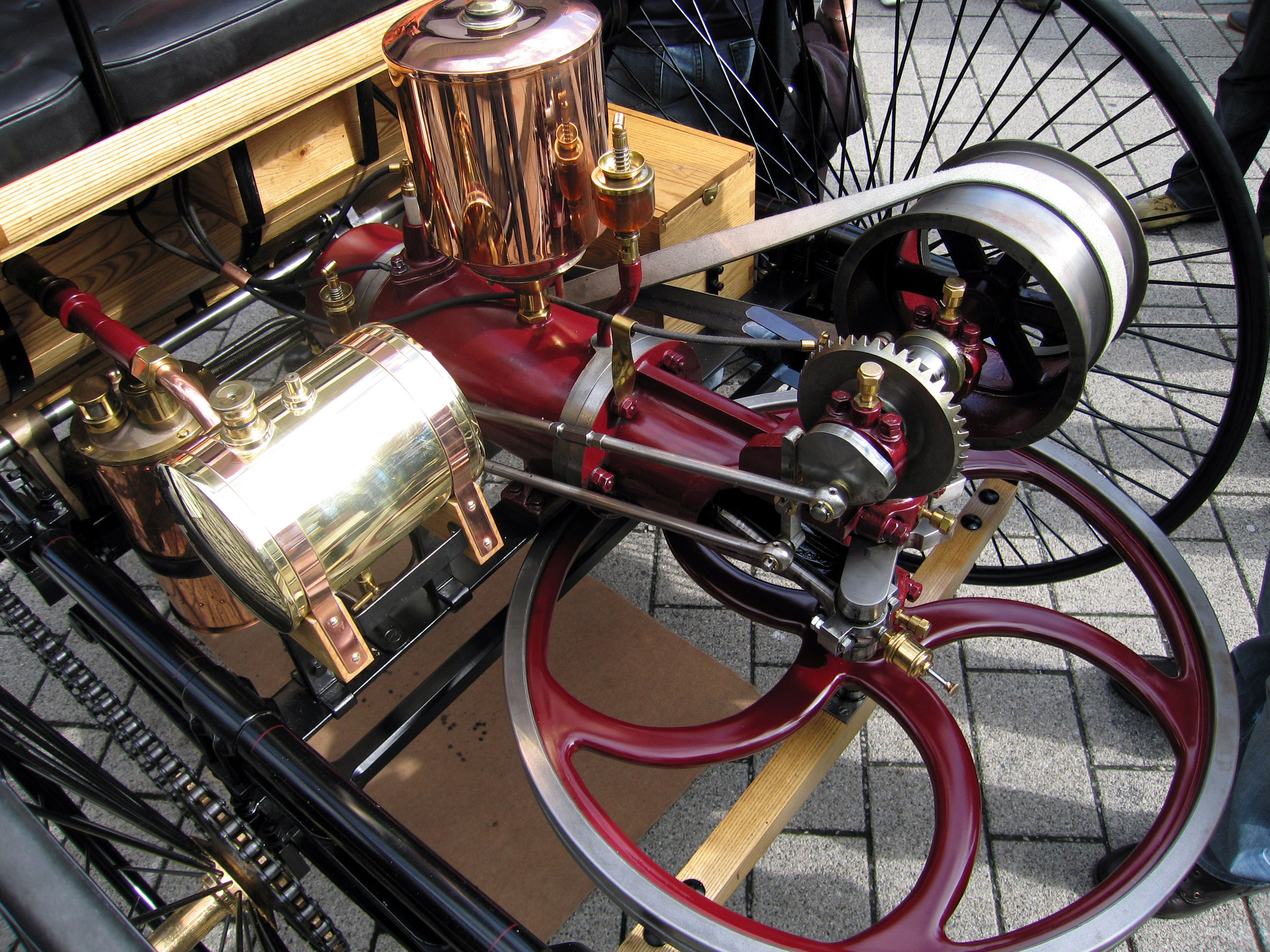
Este motor de combustão interna era um aspecto integrante da patente do primeiro automóvel patenteado, fabricado por Karl Benz em 29 de janeiro de 1886

- 1860: O belga Étienne Lenoir (1822–1900) produziu um motor de combustão interna a gás, semelhante em aparência a um motor a vapor de ação dupla horizontal, com cilindros, pistões, bielas e volante, no qual o gás essencialmente substituía o vapor. Este foi o primeiro motor de combustão interna a ser produzido em série.
- 1861: Nikolaus Otto constrói uma cópia do motor Lenoir.
- 1862: Nikolaus Otto tenta a construção do motor de quatro ciclos de carga compactada, e falha.
- 1862: A primeira patente confirmada do motor de 4 ciclos, por Alphonse Beau de Rochas. Isso foi apenas princípio, não havia NENHUM motor construído para provar o conceito.
- 1862: O alemão Nikolaus Otto começa a fabricar um motor Lenoir sem gás de compressão com um pistão livre.[15]
- 1864: Nikolaus Otto patenteou na Inglaterra e em outros países seu primeiro motor a gás atmosférico. Otto foi o primeiro a construir e vender esse tipo de motor sem compressão, projetado com um pistão livre de ação indireta, cuja grande eficiência ganhou o apoio de Eugen Langen e, em seguida, da maior parte do mercado, que na época era principalmente para pequenos motores estacionários alimentados por gás de iluminação. Eugen Langen colaborou com Otto no projeto e eles começaram a fabricá-lo em 1864.
- 1865: Pierre Hugon iniciou a produção do motor Hugon, semelhante ao motor Lenoir, mas com melhor economia e ignição por chama mais confiável.
- 1867: Otto e Langen exibiram seu motor de pistão livre na Exposição de Paris em 1867, e ganharam o maior prêmio. Tinha menos da metade do consumo de gás dos motores Lenoir ou Hugon.
- 1870: Em Viena, Siegfried Marcus colocou o primeiro moderno motor de combustão interna a gasolina em um carrinho de mão.
- 1872: Nos Estados Unidos George Brayton inventou o Brayton's Ready Motor que entrou em produção comercial, usando combustão a pressão constante, e foi o primeiro motor comercial de combustão interna a combustível líquido.
- 1876: Nikolaus Otto, trabalhando com Gottlieb Daimler e Wilhelm Maybach, patenteou o motor a quatro tempos de carga comprimida.[16] Os tribunais alemães, no entanto, não possuíam sua patente para cobrir todos os motores de compressão no cilindro ou mesmo o ciclo de quatro tempos, e após essa decisão, a compressão no cilindro tornou-se universal.
- 1878: Dugald Clerk projetou o primeiro motor a dois tempos com compressão no cilindro. Ele o patenteou na Inglaterra em 1881.
- 1879: Karl Benz, trabalhando de forma independente, recebeu uma patente por seu confiável motor de combustão interna a dois tempos e motor a gás.
- 1882: James Atkinson inventou o motor de ciclo Atkinson. O motor de Atkinson tinha uma fase de potência por revolução, juntamente com diferentes volumes de admissão e expansão, potencialmente tornando-o mais eficiente que o ciclo Otto, mas certamente evitando a patente de Otto.
- 1884: O engenheiro britânico Edward Butler construiu o primeiro motor de combustão interna a gasolina (petrol). Butler inventou a vela de ignição, o magneto de ignição, a bobina de ignição e o carburador a jato de spray, e foi o primeiro a usar a palavra petrol.[17]
- 1885: O engenheiro alemão Gottlieb Daimler obtém uma patente alemã para um supercompressor.[18]
- 1885/1886: Karl Benz projetou e construiu seu próprio motor de quatro tempos que foi usado em seu automóvel, desenvolvido em 1885, patenteado em 1886 e se tornou o primeiro automóvel com produção em série.
- 1887: Gustaf de Laval introduziu o bocal convergente-divergente
- 1889: Félix Millet começa a desenvolver a motocicleta Millet, o primeiro veículo movido com um motor giratório na história dos transportes.
- 1891: Herbert Akroyd Stuart construiu seu motor a óleo, concedendo direitos a Hornsby da Inglaterra para construí-los. Eles construíram os primeiros motores de ignição por compressão de partida a frio. Em 1892 eles instalaram os primeiros motores em uma estação de bombeamento de água. No mesmo ano, uma versão experimental de alta pressão produzia ignição autossustentável apenas por compressão.
- 1892: Rudolf Diesel desenvolveu o primeiro motor de ignição por compressão de carga compactada.[19]
- 23 de fevereiro de 1893: Rudolf Diesel recebeu uma patente por seu motor de ignição por compressão (diesel).
- 1896: Karl Benz inventou o motor boxer, também conhecido como o motor horizontalmente oposto, ou o motor plano, no qual os pistões correspondentes atingem o ponto morto superior ao mesmo tempo, equilibrando-se no efeito do momento.
- 1897: Robert Bosch foi o primeiro a adaptar uma ignição por magneto a um motor de veículo.
- 1898: Fay Oliver Farwell projeta o protótipo da linha de automóveis Adams-Farwell, todos equipados com motores de combustão rotativa de três ou cinco cilindros.
- 1900: Rudolf Diesel demonstrou o motor diesel na Exposição Universal de 1900 usando óleo de amendoim (ver biodiesel).[20]
- 1900: Wilhelm Maybach projetou um motor fabricado na Daimler-Motoren-Gesellschaft (DMG) - seguindo as especificações de Emil Jellinek - que exigia que o motor fosse nomeado Daimler-Mercedes em homenagem a sua filha. Em 1902 automóveis com este motor foram colocados em produção pela DMG.[21][22]
- 1903: Konstantin Tsiolkovski inicia uma série de trabalhos teóricos discutindo o uso de foguetes para alcançar o espaço sideral. Um ponto importante em seu trabalho são os foguetes a combustível líquido.
- 1903: Ægidius Elling constrói uma turbina a gás usando um compressor centrífugo que funciona com sua própria energia. Pela maioria das definições, esta é a primeira turbina a gás em funcionamento.
- 1905: Alfred Büchi patenteia o turbocompressor e começa a produzir os primeiros exemplares.
- 1903–1906: A equipe de Rene Armengaud e Charles Lemale na França constrói um motor de turbina a gás completo. Possuía três compressores separados acionados por uma única turbina. Os limites de temperatura da turbina permitiram apenas uma taxa de compressão de 3:1, e a turbina não se baseava em um "ventilador" do tipo Parsons, mas em um arranjo do tipo turbina Pelton. O motor era tão ineficiente, com cerca de 3% de eficiência térmica, que o trabalho foi abandonado.
- 1908: O inventor da Nova Zelândia Ernest Godward iniciou um negócio de motocicletas em Invercargill e montou motos importadas com sua própria invenção - um economizador de gasolina. Seus economizadores funcionavam tão bem em carros quanto em motocicletas.
- 1908: Hans Holzwarth começa a trabalhar em uma extensa pesquisa em uma turbina a gás de "ciclo explosivo",[23]  baseada no ciclo de Otto. Esse design queima combustível a um volume constante e é um pouco mais eficiente. Em 1927, quando o trabalho terminou, ele atingiu cerca de 13% de eficiência térmica.
- 1908: René Lorin patenteia um projeto para o motor ramjet.
- 1916: Auguste Rateau sugere o uso de compressores alimentados por exaustão para melhorar o desempenho em grandes altitudes, o primeiro exemplo do turbocompressor.

## 1920–1980
- 1920: William Joseph Stern informa a Força Aérea Real que não há futuro para o motor de turbina em aeronaves. Ele baseia seu argumento na eficiência extremamente baixa dos projetos de compressores existentes. Devido à eminência de Stern, seu artigo é tão convincente que há pouco interesse oficial geral em motores de turbinas a gás, embora isso não dure muito.
- 1921: Maxime Guillaume patenteia o compressor axial, com múltiplos estágios tanto no lado do compressor como no da turbina, combinado com uma grande câmara de combustão.
- 1923: Edgar Buckingham no Instituto Nacional de Padrões e Tecnologia publica um relatório sobre jatos, chegando à mesma conclusão que William Joseph Stern, de que o motor da turbina não é suficientemente eficiente. Em particular, cita que um motor a jato usaria cinco vezes mais combustível que um motor a pistão.[24]
- 1925: O motor Hesselman é introduzido pelo engenheiro sueco Jonas Hesselman, representando o primeiro uso de injeção direta de gasolina em um motor com velas de ignição.[25][26]
- 1925: Wilhelm Pape patenteia um projeto de motor de volume constante.
- 1926: Alan Arnold Griffith publica seu inovador artigo Aerodynamic Theory of Turbine Design, mudando a baixa confiabilidade em motores a jato. Nele, demonstra que os compressores existentes estão "estagnando" e que grandes melhorias podem ser feitas reprojetando as pás de um perfil plano em um aerofólio, demonstrando matematicamente que um motor prático é definitivamente possível e mostrando como construir uma turboélice.
- 1926: Robert Goddard lança o primeiro foguete a combustível líquido.
- 1927: Aurel Stodola publicou sua obra "Steam and Gas Turbines", referência básica para a engenharia da propulsão a jato.
- 1929: É publicada a tese de Frank Whittle sobre motores a jato
- 1930: Schmidt patenteia um motor a jato de pulso na Alemanha.
- 1935: Hans von Ohain cria planos para um motor turbojato e convence Ernst Heinkel a desenvolver um modelo de trabalho. Juntamente com um único mecânico, von Ohain desenvolve o primeiro turbojato do mundo em uma bancada de testes.
- 1936: O engenheiro francês René Leduc, tendo redescoberto independentemente o projeto de René Lorin, demonstra com sucesso o primeiro ramjet em operação do mundo.
- 1937: Primeira operação bem-sucedida da turbina a gás de sir Frank Whittle para propulsão a jato.
- Março de 1937: O motor a jato centrífugo experimental Heinkel HeS 1 alimentado a hidrogênio é testado em Hirth.
- 27 de agosto de 1939: Voo da primeira aeronave a turbojato do mundo. O protótipo de aeronave de turbojato pioneiro Heinkel He 178 V1 de Hans von Ohain faz seu primeiro voo, alimentado por um motor [Heinkel HeS 3]] de Ohain.
- 15 de maio de 1941: O Gloster E.28/39 torna-se a primeira aeronave britânica a jato a voar, usando um turbojato Power Jets W.1 projetado por Frank Whittle e outros.
- 1942: Max Bentele descobre na Alemanha que as pás da turbina podem quebrar se as vibrações estiverem em sua faixa de ressonância, um fenômeno já conhecido nos Estados Unidos pela experiência da turbina a vapor.
- 18 de julho de 1942: Primeiro voo com motor a jato Messerschmitt Me 262.
- 1946: Samuel Baylin desenvolve o motor Baylin, um motor de combustão interna de três ciclos com pistões rotativos. Um exemplo grosseiro, mas complexo, do futuro motor Wankel.[27]
- 1951: Engenheiros da The Texas Company desenvolveram um motor de quatro tempos com um injetor de combustível que empregava o chamado processo de combustão Texaco, que, diferentemente dos motores a gasolina normais de quatro tempos, usava uma válvula separada para a entrada de mistura ar-gasolina, com o motor TCP, a válvula de admissão com um invólucro especial embutido entregando o ar ao cilindro em um tipo de tornado, sendo o combustível injetado e inflamado por uma vela de ignição. Os inventores alegaram que seu motor poderia queimar quase qualquer combustível à base de petróleo de qualquer octanagem e até alguns combustíveis à base de álcool - por exemplo, querosene, benzina, óleo de motor, óleo de trator, etc. - sem a batida de pré-combustão e a queima completa do combustível injetado no cilindro. Embora o desenvolvimento tenha avançado bastante em 1950, não há registros do mecanismo TCP sendo usado comercialmente.[28]
- Década de 1950: Começa o desenvolvimento pelas empresas dos Estados Unidos do conceito de motor de pistão livre, um motor de combustão interna sem manivela.[29]
- 1954: Primeiro protótipo de trabalho DKM 54 de Felix Wankel do motor Wankel.